# الحراره الغریزیه
رساله منی یا همان الحراره الغریزیه، یکی از کتاب‌های نظام الدین احمد گیلانی(۹۹۳ق/۱۵۸۵م) در طب سنتی و زمینهٔ حرارت غریزی است که به بررسی علل حیات و بروز مرگ در جانداران و علی الخصوص انسان می پردازد. 

## مروی بر زندگی نویسنده کتاب
نظام الدین احمد گیلانی  که در دوره صفوی در گیلان زاده و علوم روزگار خود را از میر محمد باقر داماد و شیخ بهاءالدین محمد آموخته بود، در روزگار حکمرانی قطب‌شاهیان در جنوب هند به امر طبابت مشغول بود. در دوران حکمرانی قطبشاهیان و بخاطر علم دوستی این سلسله، علم پیشرفت چشمگیری یافت و کارهای خیریه ای از جمله تاسیس دارالشفاء و حمام و ... انجام گرفت که در جنب مسجد جامع حیدرآباد اطباء بدون دریافت اجرت و مزد به درمان بیماران مشغول بودند.